# Veronicellidae
Veronicellidae is een familie van weekdieren uit de klasse van de Gastropoda (slakken).
Het zijn longslakken zonder slakkenhuis, die op het land voorkomen. Ze leven in tropische en subtropische gebieden.

## Geslachten
- Angustipes Colosi, 1922
- Colosius Thomé, 1975
- Heterovaginina Kraus, 1953
- Laevicaulis Simroth, 1913
- Latipes Colosi, 1922
- Phyllocaulis Colosi, 1922
- Sarasinula Grimpe & Hoffmann, 1924
- Simrothula Thomé, 1975
- Vaginina Simroth, 1897
- Vaginulus Férussac, 1829
- Veronicella Blainville, 1817